# Tachyancistrocerus schmidti
Tachyancistrocerus schmidti är en stekelart som först beskrevs av Kok. 1912.  Tachyancistrocerus schmidti ingår i släktet Tachyancistrocerus och familjen Eumenidae. Inga underarter finns listade i Catalogue of Life.